# Front Nou de Bèlgica
Front Nou de Bèlgica (francès Front Nouveau de Belgique) fou un partit polític d'extrema dreta belga. Fou creat el 1997 per Marguerite Bastien, antiga militant del Parti Réformateur Libéral que a les eleccions legislatives belgues de 1995 fou escollida diputada pel Front Nacional, però que en fou expulsada poc després per negar-se a cotitzar a la caixa del partit al·legant opacitat als comptes. Va aplegar aleshores els dissidents del partit s (Front régional wallon, Droite Nationale, Alliance radicale, Ligue Nationale) i els contraris a Daniel Féret per a fundar un Front Nou.
El seu cap actual és François-Xavier Robert, antic oficial del Régiment Para-Commando. Té una revista mensual, Le Bastion. Es presentà a les eleccions legislatives belgues de 1999 i de 2003, a les eleccions municipals de 2000 i de 2004, però només va obtenir un escó a la Regió de Brussel·les-Capital el 1999 (Marguerite Bastien) i dos electes municipals el 2000. Bastien, però, fou expulsada del partit el 2001 i continuà en el càrrec com a independent. El 2007 va obtenir un regidor a Verviers. Després d'un referèndum entre els seus membres, s'unirà al FN del senador Michel Delacroix l'u de gener de 2008.